# Alfabeto palmireno
L'alfabeto palmireno è un alfabeto semitico storico utilizzato per scrivere il palmireno, un dialetto aramaico occidentale parlato a partire dal I secolo a.C. e per tutti i primi tre secoli dell'era cristiana nella città di Palmira, situata nel deserto della Siria.
La più antica iscrizione utilizzante l'alfabeto palmireno a noi pervenura risale al 44 a.C., mentre la più recente è datata al 274 d.C., due anni dopo il saccheggio di Palmira da parte dell'imperatore romano Aureliano che pose fine al Regno di Palmira. Da allora, infatti, la lingua palmirena e di conseguenza l'alfabeto utilizzato per scriverla furono via via abbandonati e sostituiti dal greco e dal latino.
L'alfabeto palmireno, come molti altri alfabeti semitici, è un abjad (o "alfabeto consonantico"), ossia un alfabeto composto in prevalenza dalle sole consonanti, ed è derivato da versioni corsive dell'alfabeto aramaico, con cui condivide diverse caratteristiche:
- Ventidue lettere con rappresentate solamente delle consonanti;
- Scrittura orizzontale da destra a sinistra;
- Numeri scritti da destra a sinistra utilizzando un sistema non decimale.

Il palmireno era normalmente scritto utilizzando la pratica della scriptio continua, ossia non erano presenti né spazi né segni di punteggiatura tra le singole parole e le singole frasi.
Nel tempo si distinsero due forme di alfabeto palmireno: la prima era una forma arrotondata, corsiva, derivante dall'alfabeto aramaico, mentre la seconda era una forma decorativa e leziosa evolutasi dalla prima, ed in entrambe le forme erano comunemente utilizzate le legature.

## Caratteri

### Numeri
Similmente all'aramaico, anche il palmireno impiega un sistema non decimale, costruendo i numeri come una combinazione dei simboli utilizzati per i numeri 1, 2, 3, 4, 5, 10 e 20 (l'aramaico invece combina i simboli dei numeri 1, 2, 3, 10, 20, 100, 1000 e 10000).

### Lettere
In molte iscrizioni sono state trovate legature dopo le lettere b, ḥ, m, n e q quando queste erano seguite da un'altra consonante, sebbene comunque ciò non sia obbligatorio. Spesso poi, vicino ai numeri erano presenti due fleuron, uno sinistro e uno destro.

## Decifrazione
Campioni di iscrizioni in alfabeto palmireno furono stampati già nel 1616 ma copie di iscrizioni bilingue in greco e palmireno furono disponibile solo a partire dal 1756. Proprio utilizzando tali nuove e accurate copie, l'alfabeto palmireno fu decifrato negli anni 1750 dall'abate Jean-Jacques Barthélemy.

## Unicode
L'alfabeto palmireno è stato aggiunto al sistema di codifica Unicode nel 2014, in occasione dell'uscita della versione 7.0 del sistema.
Il blocco Unicode relativo a questo alfabeto va dalla posizione U+10860 alla U+1087F:
| Alfabeto palmireno [1] Codice ufficiale del consorzio Unicode (PDF) |             |        |         |          |        |        |         |                    |                  |       |        |          |           |          |         |          |
|                                                                     | 0           | 1      | 2       | 3        | 4      | 5      | 6       | 7                  | 8                | 9     | A      | B        | C         | D        | E       | F        |
| U+1086x                                                             | 𐡠 Ālaph     | 𐡡 Bēth | 𐡢 Gāmal | 𐡣 Dālath | 𐡤 Hē   | 𐡥 Waw  | 𐡦 Zayin | 𐡧 Hēth             | 𐡨 Tēth           | 𐡩 Iod | 𐡪 Kāph | 𐡫 Lāmadh | 𐡬 Mim     | 𐡭 Nun    | 𐡮 Nun   | 𐡯 Samech |
| U+1087x                                                             | 𐡰 Ayin / ‘Ē | 𐡱 Pē   | 𐡲 Shade | 𐡳 Qoph   | 𐡴 Rēsh | 𐡵 Shin | 𐡶 Taw   | 𐡷 Fleuron sinistro | 𐡸 Fleuron destro | 𐡹 Uno | 𐡺 Due  | 𐡻 Tre    | 𐡼 Quattro | 𐡽 Cinque | 𐡾 Dieci | 𐡿 Venti  |
| Note 1.^ Come riportato nel sistema Unicode 12.0                    |             |        |         |          |        |        |         |                    |                  |       |        |          |           |          |         |          |

## Galleria d'immagini

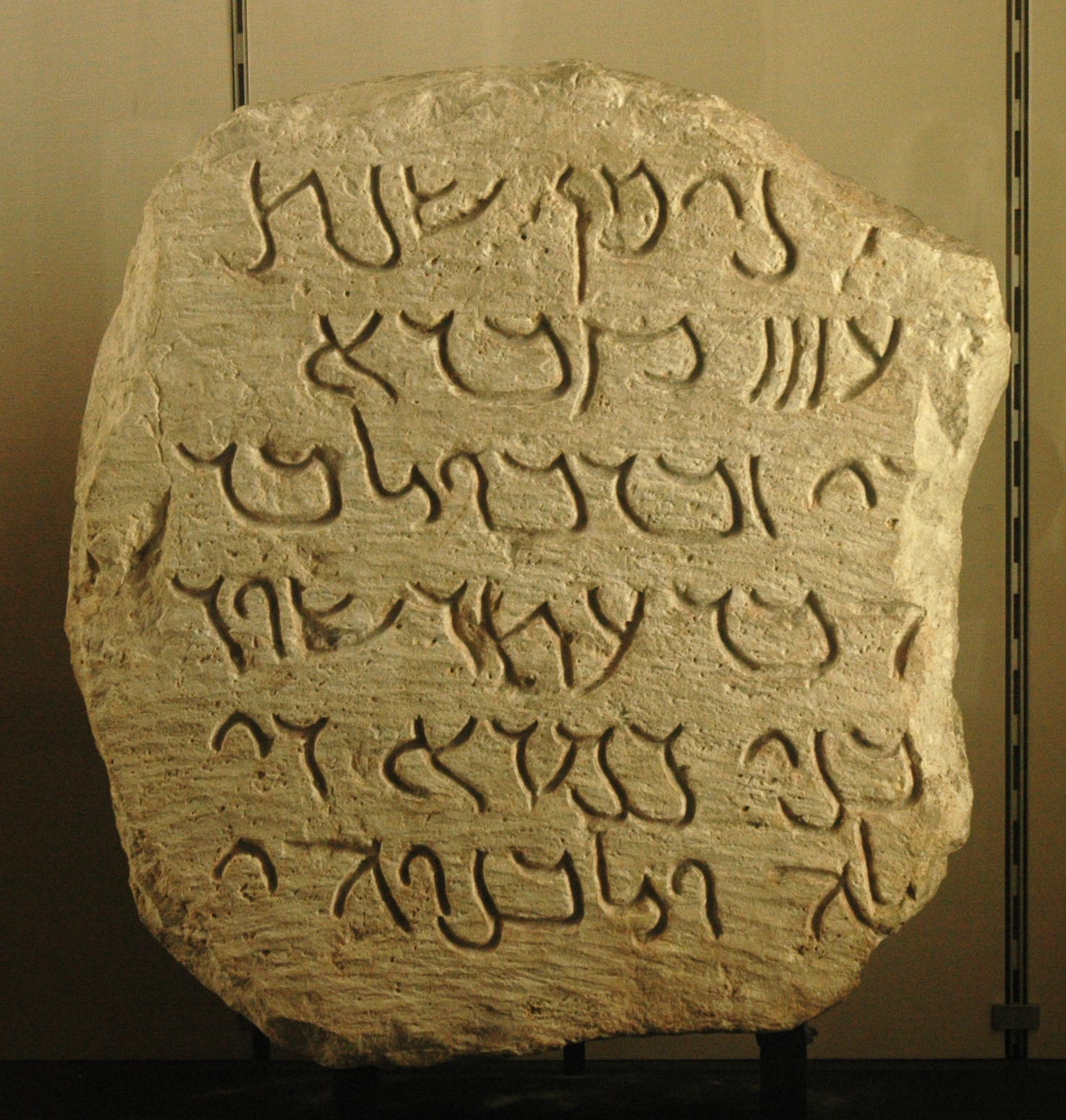
Una lapide funeraria recante un'iscrizione in alfabeto palmireno conservata al Museo del Louvre.
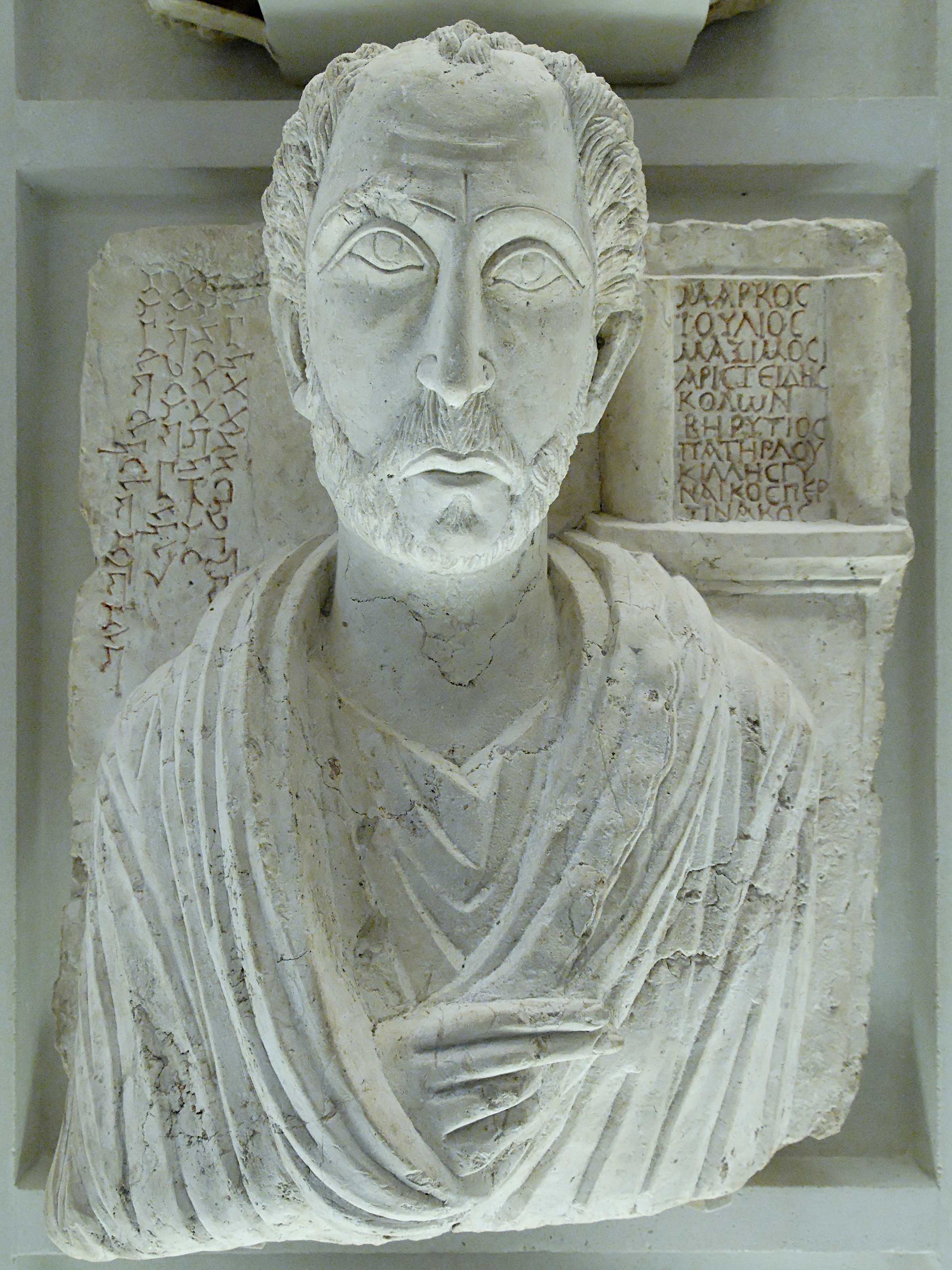
Un bassorilievo con un'iscrizione bilingue in alfabeto greco e palmireno conservata al Museo del Louvre.
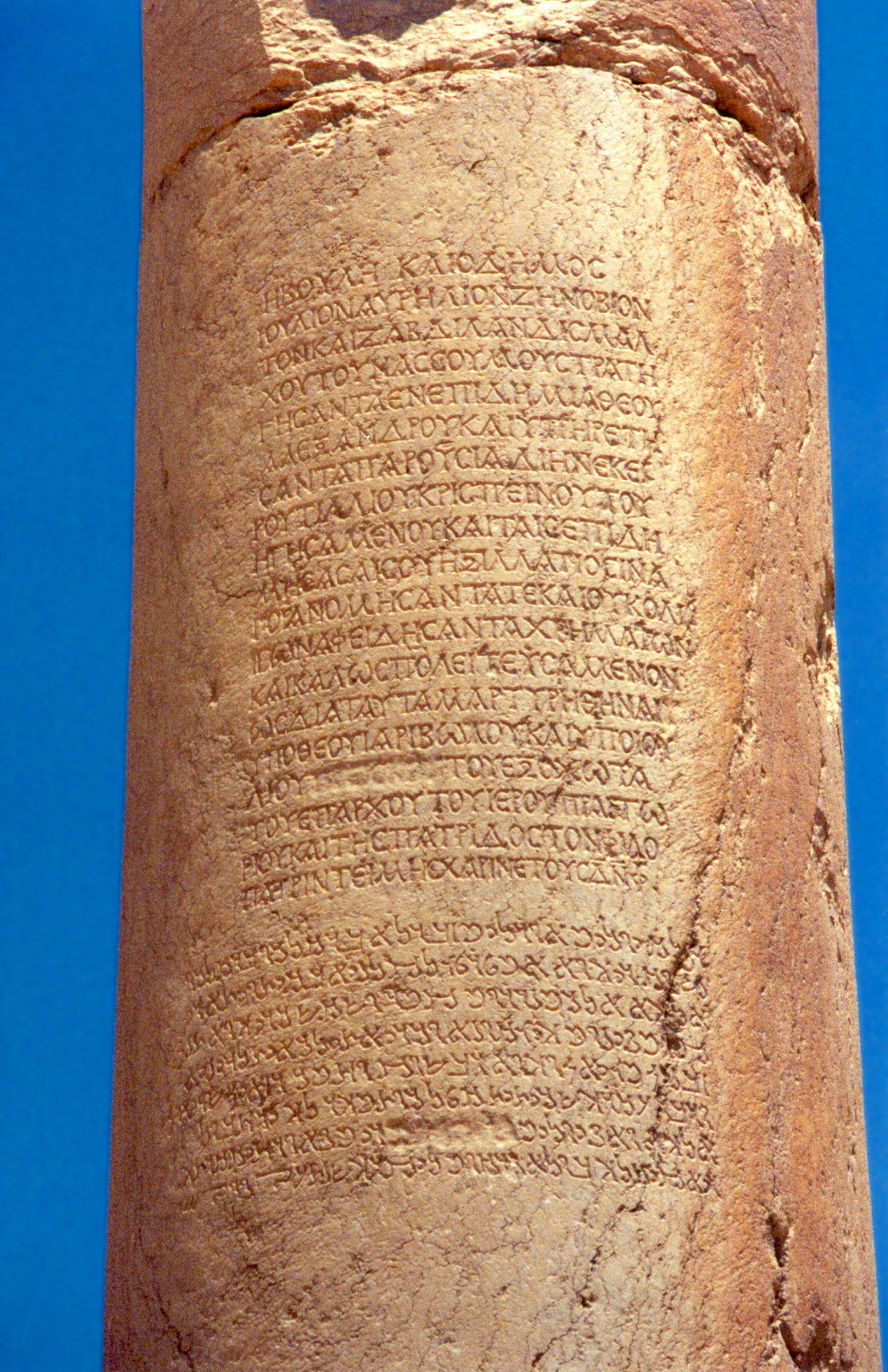
Una colonna presente nella città di Palmire recante un'iscrizione bilingue in alfabeto greco e palmireno in onore di Giulio Aurelio Zenobio.